# Baltistan Peak
El Baltistan Peak o K6 es un pico destacado en las montañas Masherbrum, una subcordillera de la cordillera del Karakórum. A pesar de ser mucho más baja que los ochomiles y los picos de 7000 m s. n. m. que la rodean, como el Masherbrum, tiene caras enormes, abruptas, y una gran prominencia sobre los valles vecinos, lo que hacen de él un pico impresionante.

## Ubicación
El Baltistan Peak/K6 es el pico más alto en la zona que rodea el glaciar Charakusa, una región que ha visto un interés montañero renovado en los últimos años. Este glaciar queda en la cabecera del valle Hushe, que a su vez lleva al río Shyok y de ahí al río Indo. El Charakusa permite acceder a la cara norte del K6; al sudoeste del pico está el pequeño glaciar Nangmah (o "Nangpah"), al este, el más grande glaciar Kaberi y el valle del río Kaberi. 

## Historia
El primer ascenso del Baltistan Peak/K6 fue realizado en 1970 por una cordada austriaca, a través de la arista sudeste, desde el glaciar Nangmah. El Himalayan Index enumera otros tres intentos adicionales, pero ningún ascenso más, del Baltistan Peak/K6.